# Salvia atrocyanea
Salvia atrocyanea  (лат.) — вид рода Шалфей (Salvia) семейства Яснотковые (Lamiaceae).

## Ареал
Растения встречаются в Южной Америке в Боливии.

## Биологическое описание
Salvia atrocyanea достигает 1,75 м в высоту. Цветки ярко-синего цвета, собранные в соцветия; имеются большие зелёные чашечки и прицветники с синим оттенком.

## Культивирование
Salvia atrocyanea выращивается в качестве декоративного садового растения.